# Virginia Huston
Virginia Huston (* 24. April 1925 in Wisner, Nebraska; † 28. Februar 1981 in Santa Monica, Kalifornien) war eine US-amerikanische Schauspielerin.

## Leben und Karriere
Gebürtig aus Nebraska, stand Virginia Huston bereits mit fünf Jahren erstmals auf lokalen Theaterbühnen. 1945 wurde die junge Schauspielerin von RKO Pictures unter Vertrag genommen, nachdem der Agent Charles Feldman sie in einem Nachtclub entdeckt hatte. Ihr Filmdebüt absolvierte Huston im folgenden Jahr an der Seite von George Raft im Kriminalfilm Nocturne. In der Folge wurde sie vor allem als „Good Girl“ in düsteren Film noirs eingesetzt, so beispielsweise als treuherzige Freundin von Robert Mitchum in dem Filmklassiker Goldenes Gift (1947). Eine ihrer besten Rollen hatte Huston neben Joan Crawford in Die Straße der Erfolgreichen von 1949, wo sie die Ehefrau eines korrupten Politikers verkörperte.
1950 erlitt sie bei einem Autounfall eine schwere Rückenverletzung, wodurch sie für fast ein Jahr ans Krankenbett gefesselt war. Erst 1951 stand Huston wieder für Tarzan und die Dschungelgöttin vor der Kamera, wo sie das Urwald-Mädchen Jane neben Lex Barker verkörperte. Neben ihrer Filmarbeit hatte sie ebenfalls drei Auftritte in der Fernsehserie The Ford Television Theatre. 1952 heiratete Huston den wohlhabenden Immobilienmakler Manus Paul Clinton Jr. und schon im folgenden Jahr zog sie sich vom Film zurück. Ihre Ehe mit Clinton wurde Anfang der 1960er-Jahre geschieden und blieb kinderlos. Virginia Huston verstarb 1981 mit nur 55 Jahren an einer Krebserkrankung.

## Filmografie
- 1946: Nocturne
- 1947: Goldenes Gift (Out of the Past)
- 1949: Die Straße der Erfolgreichen (Flamingo Road)
- 1949: Banditen am Scheideweg (The Doolins of Oklahoma)
- 1950: Women from Headquarters
- 1951: Tarzan und die Dschungelgöttin (Tarzan's Peril)
- 1951: Der maskierte Kavalier (The Highwayman)
- 1951: Flight to Mars
- 1951: Gangster (The Racket)
- 1952: Maskierte Herzen (Sudden Fear)
- 1953–1954: The Ford Television Theatre (Fernsehserie, drei Folgen)
- 1954: Die Lachbombe (Knock on Wood)